# Arabesk

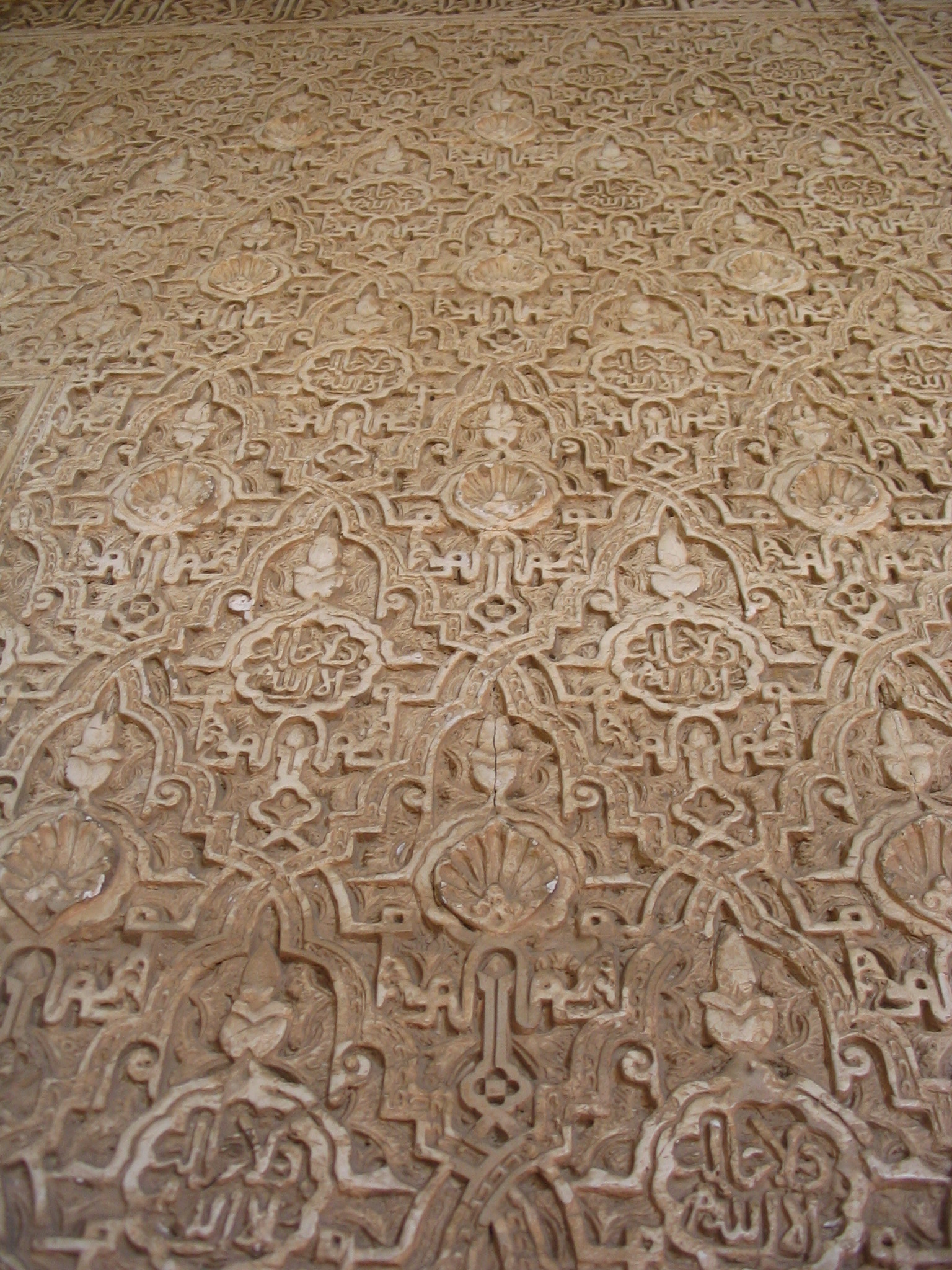
Arabesk-mönster i Alhambra

Arabesk, stiliserat växtornament i slingor och bukter som är smala och breda som stjälkar och blad.
I äldre tid kallades arabesker ofta moresker, en benämning som även använts om andra snarlika ornament, bland annat de av Peter Flötner använda bladornament i tidig tysk renässansstil.